# Атояк (муниципалитет Халиско)
Атояк (исп. Atoyac) — муниципалитет в Мексике, в штате Халиско, с административным центром в одноимённом городе. Численность населения, по данным переписи 2020 года, составила 8689 человека.

## Общие сведения
Название Atoyac с языка науатль можно перевести как: место реки.
Площадь муниципалитета равна 451,5 км², что составляет 0,6 % от общей площади штата, а наиболее высоко расположенное поселение Эль-Монте-де-Хименес находится на высоте 2101 метр.
Атояк граничит с другими муниципалитетами штата Халиско: на севере с Сакоалько-де-Торресом и Теокуитатланом, на востоке с Консепсьон-де-Буэнос-Айресом, на юге с Гомес-Фариасом и Саюлой, на западе с Амакуэкой и Течалута-де-Монтенегро.

## Учреждение и состав
Муниципалитет был образован 1 мая 1886 года, по данным 2020 года в его состав входит 31 населённый пункт, самые крупные из которых:
| Код INEGI                  | Населённый пункт                                                              | Численность населения (2005 год) | Численность населения (2010 год) | Численность населения (2020 год) |
| -------------------------- | ----------------------------------------------------------------------------- | -------------------------------- | -------------------------------- | -------------------------------- |
| 014                        | Всего                                                                         | 7870                             | 8276                             | 8689                             |
| 0001                       | Атояк (исп. Atoyac) 20°00′31″ с. ш. 103°31′05″ з. д. (административный центр) | 4841                             | 5052                             | 5389                             |
| 0008                       | Куякапан (исп. Cuyacapan) 19°58′05″ с. ш. 103°31′25″ з. д.                    | 795                              | 946                              | 1067                             |
| 0029                       | Уньон-де-Гуадалупе (исп. Unión de Guadalupe) 19°54′35″ с. ш. 103°27′04″ з. д. | 871                              | 909                              | 862                              |
| 0026                       | Течаге (исп. Techague) 19°57′41″ с. ш. 103°26′54″ з. д.                       | 241                              | 255                              | 272                              |
| 0020                       | Понситлан (исп. Poncitlán) 20°03′14″ с. ш. 103°29′04″ з. д.                   | 205                              | 199                              | 180                              |
| —                          | Прочие                                                                        | 917                              | 915                              | 919                              |
| Названия на карте Генштаба |                                                                               |                                  |                                  |                                  |

## Природные ресурсы
Муниципалитет располагает следующими ресурсами:
- 3000 гектар леса, преимущественно состоящие из таких видов деревьев как гикори, сосна, дуб, кедр и фруктовые деревья.

## Экономическая деятельность
По статистическим данным 2000 года, работоспособное население занято по секторам экономики в следующих пропорциях:
- сельское хозяйство, животноводство и рыбная ловля — 2,5 %;
- промышленность и строительство — 33,1 %;
- торговля, сферы услуг и туризма — 61,8 %;
- безработные — 2,6 %.

## Инфраструктура
По статистическим данным 2020 года, инфраструктура развита следующим образом:
- электрификация: 99,2 %;
- водоснабжение: 94,1 %;
- водоотведение: 97,3 %.